# ماندرومودروموترا
ماندرومودروموترا (به لاتین: Mandromodromotra) یک منطقهٔ مسکونی در ماداگاسکار است که در توآلانارو واقع شده‌است. ماندرومودروموترا ۴٬۰۰۰ نفر جمعیت دارد و ۱۳ متر بالاتر از سطح دریا واقع شده‌است.